# Девід Бенжамін
Девід Бенжамін (фр. David Benyamine; 5 липня 1972, Париж) — професійний гравець у покер.

## Біографія
Народився 5 липня 1972 року у Парижі (Франція). У покер почав грати в дванадцять років. Вже тоді це були ігри на гроші з чималими ставками.
Професійно захоплювався тенісом. Але незабаром йому довелося відмовитися від тенісу, оскільки з'явилися болі в спині. Саме в той складний момент, товариш Бенжаміна, який працював у казино, запропонував йому зіграти. Девід почав зі столів з невеликими ставками і досить швидко став одним з топ гравців в Європі.
У 2003 році Бенжамін вирішив підкорити Америку і в ході першого сезону WPT виступив досить успішно, посівши перше місце в турнірі «Grand Prix de Paris» (€ 357 200). Крім цього він ще тричі був за фінальним столом WPT: шосте місце в 2004 році — «LA Poker Classic» ($ 132 355), друге місце на турнірі «Bellagio Cup IV» у 2008 році ($ 840 295) і четверте в 2010 році на WPT World Championship ($ 329 228). Крім цього він є переможцем турніру чемпіонів «WPT Battle of Champions II», в ході якого він обходить Гойта Коркінса, відомого як «Ковбой» і Мела Юда, відомого як «Сільвер Фокс», Антоніо Есфандіарі, відомого як «Маджішіан» і Філа Лаака, відомого як «Анабомбера».
Крім WPT Девід Бенжамін також випробував себе на WSOP в 2008 році і тричі доходив до фінальних столів. Браслет і $ 535 687 дісталися Девіду в турнірі $ 10 000 Omaha Hi-Low Split.